# Lawa poduszkowa

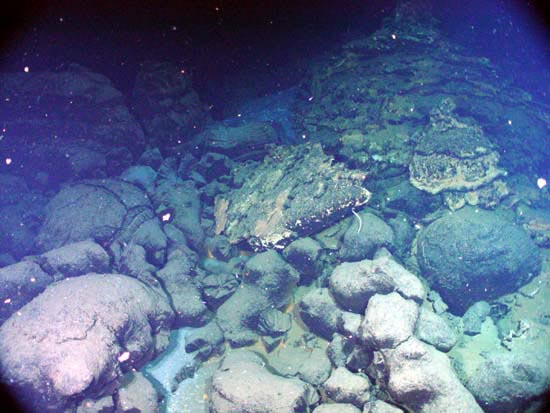
Lawa poduszkowa na dnie oceanu

Lawa poduszkowa, pillow lava, lawa puklista – lawa powstała w wyniku podwodnej erupcji, wskutek tego bardzo szybko stygnąca i dzieląca się wówczas na elipsoidalne, zwykle spłaszczone buły przypominające bochenki lub poduszki (stąd polska nazwa lawa poduszkowa).
Poszczególne buły mają w środku strukturę gąbczastą, na zewnątrz zaś szklistą, cechuje je też koncentryczna budowa. Ku środkowi wzrasta z reguły średnica ziarna. Przeciętna wielkość buł to 30–60 cm, ale niektóre mogą mieć kilka centymetrów lub kilka metrów.
W Polsce zmetamorfizowane lawy poduszkowe występują głównie w Górach Kaczawskich (Okole, Bolków), na Pogórzu Kaczawskim (Wąwóz Myśliborski, Lipa, Grobla) i na Pogórzu Izerskim (Wleński Gródek) – na obszarze metamorfiku kaczawskiego.